# Целестин IV
Святой Целестин IV (лат. Celestinus PP. IV, в миру — Пьетро Джофредо Кастильони, итал. Pietro Goffredo da Castiglione; ок. 1187, Милан — 10 ноября 1241, Рим) — Папа Римский с 25 октября по 10 ноября 1241 года.

## Биография

### Ранние годы
Джофредо родился в Милане, в некоторых документах он упоминается как сын сестры папы Урбана III, но это утверждение считается спорным. О его юности ничего не известно. 18 июля 1219 года назначен канцлером миланской церкви. 17 сентября 1227 года Григорий IX сделал его кардиналом-священником с титулом церкви Сан-Марко и направил легатом в Ломбардию и Тоскану, чтобы склонить города, верные императору Фридриху II, на сторону папы. Миссия не удалась. Проявил себя в борьбе с ересями и в 1228 году был назначен инквизитором в Милане. В 1239 году Джофредо был назначен кардинал-епископом Сабины.

### Папство
После смерти 22 августа 1241 года Григория IX курия оказалась расколота. Фридрих II (у которого в лагере было два кардинала) прекратил осаду Рима. Среди кардиналов шла борьба: одни (в их числе был Синибальдо дель Фиески, будущий папа Иннокентий IV) призывали продолжить борьбу до тех пор пока не будет признано, что император должен быть вассалом папы. Другие во главе с Джованни Колонна выступали за союз с Фридрихом. Противник Колонна Маттео Росси Орсини запер десять кардиналов, находившихся в Септицонии. Крыша старого дворца протекала, и один из кардиналов заболел и умер. После длительных споров был выбран пожилой Джофредо, получивший имя Целестин IV. Единственным заметным папским актом является отлучение Маттео Россо Орсини. 

### Смерть
Через 17 дней после тяжёлой болезни папа скончался и был похоронен в соборе Святого Петра.
После его смерти кардиналы бежали из Рима в Ананьи, и папский престол оставался вакантным полтора года.